# Iglesia husita checoslovaca
La Iglesia husita checoslovaca es una iglesia cristiana que se separó de la Iglesia católica el 8 de enero de 1920. La Iglesia husita checoslovaca como la Iglesia morava consideran al teólogo medieval Jan Hus, condenado a morir en la hoguera en 1415, como su predecesor y fuente de inspiración.
Fue apoyada por el primer presidente de Checoslovaquia, Tomáš Garrigue Masaryk, quien pertenecía a la Iglesia Evangélica de los Hermanos Checos. La Iglesia husita checoslovaca se describe a sí misma como neohusita.

## Historia
La precursora de la actual Iglesia husita checoslovaca fue la Unión de Clérigos Católicos Checoslovacos, que fue fundada en 1890 para promover reformas modernistas tales como el uso de la lengua vernácula en la liturgia y la supresión del celibato obligatorio para los sacerdotes de la Iglesia católica. El movimiento consiguió que la misa de Navidad de 1919 fuera celebrada, en muchas iglesias checoslovacas, en checo en vez del latín como era obligatorio en esa época. El 8 de enero de 1920 se fundó la Iglesia checoslovaca, nombre que mantuvo hasta 1971, cuando pasó a llamarse Iglesia husita checoslovaca. El organizador de la reforma y primer Patriarca de la Iglesia husita fue el Dr. Karel Farský. La iglesia tenía una membresía de clase trabajadora y apoyó un sistema económico socialista en los años previos al golpe de Praga de 1948.
Aunque Checoslovaquia se dividió el año 1993 en dos países, la República Checa y Eslovaquia, la Iglesia husita sigue conservando el adjetivo de checoslovaca.
Según el censo de 2021 tiene menos de 25.000 feligreses, principalmente en la República Checa y algunos en Eslovaquia. Hay 304 congregaciones divididas en cinco diócesis situadas en Praga, Plzeň, Hradec Králové, Brno y Olomouc en la República Checa y tres congregaciones en la diócesis de Bratislava en Eslovaquia. Hay aproximadamente 266 sacerdotes en ministerio activo, de los cuales 130 son mujeres. Los candidatos al ministerio se preparan en la Facultad de Teología Husita de la Universidad Carolina de Praga.

## Teología y organización
La Iglesia husita se considera a sí misma heredera de la primitiva Iglesia católica, de los primeros misioneros al pueblo eslavo, los santos Cirilo y Metodio, y de la reforma preluterana de Moravia encabezada por Jan Hus y el movimiento utraquista. Se desarrolló a partir del movimiento modernista. Además proclama:
- Que sigue la enseñanza basada en la Escritura y la Tradición cristiana.
- Es una iglesia litúrgica. La lengua empleada en la liturgia es el checo.
- Administra los siete sacramentos.
- Es una iglesia presbiteriana con algunos elementos episcopales; su administración se compone de laicos (los ancianos) y de ordenados (los predicadores, los diáconos, los sacerdotes y los obispos).
- Los sacerdotes pueden ser tanto hombres como mujeres. Estas últimas desde 1947.
- Cree en la libertad de conciencia.
- Proclama el Evangelio de una forma contemporánea.

Las enseñanzas de la Iglesia husita provienen del cristianismo tradicional como fue presentado por los Padres de la Iglesia (patrística), junto con los primeros siete concilios ecuménicos, la obra de los santos Cirilo y Metodio y la tradición de la Reforma protestante, especialmente las ideas utraquistas y husitas. 
Al igual que los ortodoxos, católicos y anglocatólicos, la Iglesia husita checoslovaca reconoce siete sacramentos. Como algunas iglesias luteranas y presbiterianas, enfatiza la libertad de conciencia de los creyentes, practica la ordenación de mujeres y enfatiza la participación igual del laicado en el liderazgo de la iglesia. La Iglesia husita, como lo hace su iglesia hermana, la Iglesia moraviana, enseña la doctrina de la sucesión apostólica.
La celebración de la liturgia es el centro de su culto. Solía ser de dos formas, que tienen mucho en común con los textos de la Misa católica, pero también hay elementos de la Misa germana de Lutero y de la tradición de la misa utraquista.
No hay veneración de los santos, como se practica en las Iglesias apostólicas, si bien se usan imágenes de santos en la decoración de la iglesia. En el periodo posterior a 1920 se construyeron nuevos templos, pero solo unos pocos retratos fueron considerados apropiados de poner, en particular representaciones de Cristo y ocasionalmente de Jan Hus. 
En la iconografía de la iglesia, el cáliz juega un papel principal, usualmente ilustrado en color rojo, como era usado en el siglo XV como estandarte de batalla en las banderas de los husitas. Aparece en las carátulas de los libros litúrgicos, en los campanarios de la iglesia y en los pendones en la iglesia.
La Iglesia husita checoslovaca forma parte del Consejo Mundial de Iglesias.

## Patriarcas
Iglesia checoslovaca (1921-1971)
- 1924-1927 Karel Farský
- 1927-1942 Gustav Adolf Procházka
- 1942-1946 vacante.
- 1946-1961 František Kovář

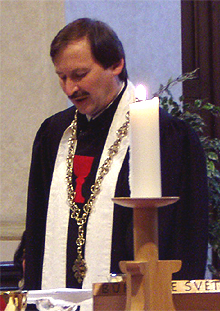
VIII Patriarca de la Iglesia husita checoslovaca: Tomáš Butta.

Iglesia husita checoslovaca (desde 1971)
- 1961-1990 Miroslav Novák
- 1991-1994 Vratislav Štěpánek
- 1994-2001 Josef Špak
- 2001-2005 Jan Schwarz
- 2005-2006 vacante
- desde 2006 Tomáš Butta